# Cachilo (teleteatro)
Cachilo, fue el título de un teleteatro de argentina hecho por el Canal 11 de Buenos Aires hoy llamado Telefe, en el año de 1974, puesto al aire en 1975 los días viernes a las 21 Hs, antes de "Premier 70" un ciclo que mostraba películas de acción.

## Datos
El primer capítulo se emitió el 17 de enero de 1975.
Trataba sobre un pequeño perrito que escapaba de una familia de la ciudad de Buenos Aires, por la abuela, que no lo quería y lo echaba a la calle, y en cada episodio vivía una aventura diferente, llegando a viajar a la ciudad balnearia de Mar del Plata. Paralelamente, se mostraba la vida de la familia que lo había perdido y de "Luisito", el nene que era su dueño y lo extrañaba. Había varias líneas de acción narrativas diferentes pero esas dos eran las principales. La producción tenía un final feliz, y en el último capítulo, Luisito se encontraba con su mascota, con la ayuda de dos camioneros, luego de todas las peripecias que había vivido.
El libro fue escrito por Luis Gayo Paz.
Cachilo fue contemporánea, de otra serie que tuvo mucho éxito, con un perro que se escapaba y vivía aventuras, de origen norteamericana llamada en nuestro país Corre Joe Corre", aunque con muchas diferencias.
Hay muy poca información al respecto, porque incluso, gente que trabaja en el canal indica que hubo un incendio en 1992 y por el mismo se habría perdido, todo lo relativo a la obra, que fue filmada en formato blanco y negro.

## Cortina musical
La producción tenía una canción que sonaba así:
"Moviendo la cola,
nervioso al andar,
va de un lado a otro por la gran ciudad.
Se siente perdido,
sin saber qué hacer,
está muy cansado de tamto correr.
Cachilo, Cachilo, por dónde andarás,
tu dueño te busca por la gran ciudad.
Se siente perdido, 
sin saber qué hacer,
está muy cansado de tanto correr... 
Cachilo, Cachilo por dónde andarás
tu dueño pregunta
con mucha ansiedad.
Tu dueño pregunta por dónde andarás.
Cachilo, Cachilo, en dónde estarás? En dónde estarás..?"

## Reparto
En los papeles protagónicos intervinieron los siguientes actores:
- Enzo Viena: Andrés.
- Betiana Blum: Nora.
- Estela Molly: Silvia.
- Eloisa Cañizares: Celina.
- Jorge de la Riestra: Gino.
- Sabina Olmos: Evangelina.
- Guillermo Caram (como "Luisito", el nene protagonista).
- Carlos Vanoni: Mario.
- Leonor Onis: Mabel.
- Adriana Alcock: Mercedes.
- Miguel Ligero: Serafín.
- Oscar Fontana: Ansaldi.
- Oscar Casco. Ansaldi.

y otros elencos rotativos que solían aparecer en algunos episodios, entre ellos:
- Claudia Nelson: Laura
- Beatriz Bonnet: Pirucha Perez.
- Lita Soriano: Dolores
- Alfonso de Grazia: José.
- Alejandro Alvear: Raúl.
- Manolita Serra: Matilde.
- Fernanda Durán: Nelly.
- Jorge Martinez: Roberto.
- Borgignon Olarra: Arguello.
- Gloria Lopresti: Clarita.
- Gustavo Cao: Tito.
- Martha Rodríguez: Elisa.
- Roberto Airaldi: Rómulo.
- Mariángeles Ibarreta: Pocha.
- Atilio Marinelli: Jorge.
- Claudio Rodríguez Leiva: Médico.
- Lelia Guerra: Estela
- EQUIPO TÉCNICO:

- Libro: Luis Gayo Paz.
- Idea: Pacho Anzulovich.
- La voz: Osvaldo Cané.
- Música: José María Serra.
- Asistente de producción: Carlos Iglesias.
- Producción ejecutiva: Ana María Arregui.
- Asistente de dirección: Lito de Filippis - Héctor Locaso.
- Dirección: Mario Musachio.